# كونور غولدسون
كونور غولدسون (بالإنجليزية: Connor Goldson)‏ (18 ديسمبر 1992 بولفرهامبتن في المملكة المتحدة - ) هو لاعب كرة قدم بريطاني في مركز الدفاع. لعب مع برايتون أند هوف ألبيون وشروزبري تاون ونادي تشيلتنهام تاون لكرة القدم.

## وصلات خارجية
- كونور غولدسون على موقع الاتحاد الأوربي (الإنجليزية)
- كونور غولدسون على موقع قاعدة بيانات كرة القدم.إي يو (الإنجليزية)
- كونور غولدسون على موقع Soccerbase.com (لاعب) (الإنجليزية)
- كونور غولدسون على موقع Soccerway.com (الإنجليزية)
- كونور غولدسون على موقع عالم كرة القدم.نت (الإنجليزية)